# Anacamptodes fragillaria
Anacamptodes fragillaria là một loài bướm đêm trong họ Geometridae.